# Supercoppa UEFA 1975
La Supercoppa UEFA 1975 è stata la seconda edizione della Supercoppa UEFA.
Si è svolta il 9 settembre e il 6 ottobre 1975 in gara di andata e ritorno tra la squadra vincitrice della Coppa dei Campioni 1974-1975, ovvero i tedeschi occidentali del Bayern Monaco, e la squadra vincitrice della Coppa delle Coppe 1974-1975, ossia i sovietici della Dinamo Kiev.
A conquistare il titolo è stata la Dinamo Kiev che ha vinto la gara di andata a Monaco di Baviera per 1-0 e quella di ritorno a Kiev per 2-0.

## Partecipanti
| Squadre       | Qualificazione                                | Partecipazioni precedenti (il grassetto indica la vittoria) |
| ------------- | --------------------------------------------- | ----------------------------------------------------------- |
| Bayern Monaco | Vincitrice della Coppa dei Campioni 1974-1975 | Nessuna                                                     |
| Dinamo Kiev   | Vincitrice della Coppa delle Coppe 1974-1975  | Nessuna                                                     |

## Tabellini

### Andata
| Arbitro: | Sergio Gonella |

|  |           |             |
|  | Marcatori | 66’ Blochin |

| Bayern Monaco | Dinamo Kiev |

| Bayern Monaco (4-3-3) |    |                          |  |     |
|                       |    |                          |  |     |
| P                     | 1  | Sepp Maier               |  |     |
| D                     | 2  | Udo Horsmann             |  |     |
| D                     | 3  | Hans-Georg Schwarzenbeck |  |     |
| C                     | 4  | Bernd Dürnberger         |  | 46’ |
| D                     | 5  | Franz Beckenbauer (c)    |  |     |
| D                     | 6  | Sepp Weiß                |  |     |
| C                     | 7  | Jupp Kapellmann          |  |     |
| C                     | 8  | Rainer Zobel             |  |     |
| A                     | 9  | Gerd Müller              |  |     |
| A                     | 10 | Karl-Heinz Rummenigge    |  |     |
| A                     | 11 | Klaus Wunder             |  |     |
| Sostituzioni:         |    |                          |  |     |
| C                     |    | Franz Roth               |  | 46’ |
| Allenatore:           |    |                          |  |     |
| Dettmar Cramer        |    |                          |  |     |

| Dinamo Kiev (4-4-2)  |    |                    |
|                      |    |                    |
| P                    | 1  | Evgenij Rudakov    |
| C                    | 2  | Anatolij Kon'kov   |
| D                    | 3  | Valerij Zujev      |
| D                    | 4  | Mychajlo Fomenko   |
| D                    | 5  | Stefan Reško       |
| D                    | 6  | Volodymyr Troškin  |
| C                    | 7  | Oleksandr Damin    |
| A                    | 8  | Petro Slobodjan    |
| C                    | 9  | Viktor Kolotov (c) |
| C                    | 10 | Leonid Burjak      |
| A                    | 11 | Oleh Blochin       |
| Allenatore:          |    |                    |
| Valerij Lobanovs'kyj |    |                    |

### Ritorno
| Arbitro: | Doğan Babacan |

|                  |           |  |
| Blochin 40’, 53’ | Marcatori |  |

| Dinamo Kiev | Bayern Monaco |

| Dinamo Kiev (4-4-2)  |    |                         |
|                      |    |                         |
| P                    | 1  | Evgenij Rudakov         |
| C                    | 2  | Anatolij Kon'kov        |
| D                    | 3  | Valerij Zujev           |
| D                    | 4  | Mychajlo Fomenko        |
| D                    | 5  | Stefan Reško            |
| D                    | 6  | Volodymyr Troškin       |
| C                    | 7  | Volodymyr Muntjan       |
| A                    | 8  | Volodymyr Onyščenko (c) |
| C                    | 9  | Leonid Burjak           |
| C                    | 10 | Volodymyr Veremejev     |
| A                    | 11 | Oleh Blochin            |
| Allenatore:          |    |                         |
| Valerij Lobanovs'kyj |    |                         |

| Bayern Monaco (4-3-3) |    |                          |  |     |
|                       |    |                          |  |     |
| P                     | 1  | Sepp Maier               |  |     |
| D                     | 2  | Udo Horsmann             |  |     |
| D                     | 3  | Hans-Georg Schwarzenbeck |  |     |
| C                     | 4  | Bernd Dürnberger         |  | 70’ |
| D                     | 5  | Franz Beckenbauer (c)    |  |     |
| C                     | 6  | Franz Roth               |  |     |
| D                     | 7  | Sepp Weiß                |  |     |
| C                     | 8  | Ludwig Schuster          |  | 78’ |
| A                     | 9  | Jupp Kapellmann          |  |     |
| A                     | 10 | Karl-Heinz Rummenigge    |  |     |
| A                     | 11 | Klaus Wunder             |  |     |
| Sostituzioni:         |    |                          |  |     |
| D                     | 12 | Johnny Hansen            |  | 70’ |
| A                     | 13 | Conny Torstensson        |  | 78’ |
| Allenatore:           |    |                          |  |     |
| Dettmar Cramer        |    |                          |  |     |